# Paolo Ghiglione
Paolo Ghiglione (sinh ngày 2 tháng 2 năm 1997) là một cầu thủ bóng đá chuyên nghiệp người Ý hiện tại đang thi đấu ở vị trí tiền vệ cánh cho câu lạc bộ Cremonese tại Serie B.

## Sự nghiệp thi đấu

### Đầu sự nghiệp
Sinh năm 1997, Ghiglione bắt đầu sự nghiệp thi đấu tại Derthona, chơi cho đội trẻ của câu lạc bộ cho đến năm 2007. Tháng 8 năm 2007, anh chuyển tới A.C. Milan Primavera và được đem cho mượn tại A.C. Pavia trong vòng 6 tháng, từ tháng 1 đến tháng 6 năm 2012. Tháng 8 năm 2012, anh chuyển tới Genoa C.F.C. Primavera.

### Genoa
Năm 2015, Ghiglione được đôn lên đội 1 của Genoa. Anh thường xuyên ngồi trên ghế dự bị trong một số trận đấu từ năm 2015 đến năm 2016, nhưng anh ấy không chơi trận nào cho đội một.

### Cho mượn tại SPAL
Vào ngày 1 tháng 7 năm 2016, SPAL thông báo rằng Ghiglione được đem cho mượn tại SPAL đến hết mùa giải 2016/17. Ngày 5 tháng 11 năm 2016, anh ra mắt chuyên nghiệp cho đội bóng, trong trận gặp Novara trên sân Stadio Silvio Piola tại Serie B, khi đá chính 71 phút.

### Cremonese
Ngày 17 tháng 7 năm 2022, Ghiglione ký hợp đồng với câu lạc bộ Cremonese tại Serie A.

## Sự nghiệp thi đấu quốc tế
Ngày 10 tháng 10 năm 2015, Ghiglione được gọi triệu tập lên đội tuyển U-18 Ý, chuẩn bị cho trận gặp U-17 Bắc Macedonia. Với đội tuyển U-19, anh tham dự Giải vô địch bóng đá U-19 châu Âu 2016, ra sân 5 trận trong cả giải đấu, giúp Ý giành vị trí á quân của giải.

## Thống kê sự nghiệp

### Câu lạc bộ
Tính đến 8 tháng 4 năm 2023
| Câu lạc bộ          | Mùa giải            | Hạng đấu            | Giải đấu | Giải đấu | Cúp quốc gia | Cúp quốc gia | Châu Âu | Châu Âu | Khác | Khác | Tổng cộng | Tổng cộng |
| Câu lạc bộ          | Mùa giải            | Hạng đấu            | Trận     | Bàn      | Trận         | Bàn          | Trận    | Bàn     | Trận | Bàn  | Trận      | Bàn       |
| ------------------- | ------------------- | ------------------- | -------- | -------- | ------------ | ------------ | ------- | ------- | ---- | ---- | --------- | --------- |
| S.P.A.L. (mượn)     | 2016–17             | Serie B             | 7        | 0        | 1            | 0            | –       | –       | –    | –    | 8         | 0         |
| Pro Vercelli (mượn) | 2017–18             | Serie B             | 30       | 1        | 0            | 0            | –       | –       | –    | –    | 30        | 1         |
| Frosinone (mượn)    | 2018–19             | Serie A             | 9        | 1        | 1            | 0            | –       | –       | –    | –    | 10        | 1         |
| Genoa               | 2019–20             | Serie A             | 25       | 0        | 2            | 1            | –       | –       | –    | –    | 27        | 1         |
| Genoa               | 2020–21             | Serie A             | 23       | 0        | 3            | 0            | –       | –       | –    | –    | 26        | 0         |
| Genoa               | 2021–22             | Serie A             | 13       | 0        | 2            | 0            | –       | –       | –    | –    | 15        | 0         |
| Genoa               | Tổng cộng           | Tổng cộng           | 61       | 0        | 7            | 1            | 0       | 0       | 0    | 0    | 68        | 1         |
| Cremonese           | 2022–23             | Serie A             | 13       | 1        | 3            | 0            | –       | –       | –    | –    | 16        | 1         |
| Tổng cộng sự nghiệp | Tổng cộng sự nghiệp | Tổng cộng sự nghiệp | 120      | 3        | 12           | 1            | 0       | 0       | 0    | 0    | 132       | 4         |